# Borsa di New York
La Borsa di New York (New York Stock Exchange; NYSE) soprannominata "The Big Board", è la più grande borsa valori del mondo per volume di scambi e la seconda per numero di società quotate. Il suo volume di azioni è stato superato dal Nasdaq negli anni 1990, ma la capitalizzazione totale delle 2800 aziende del NYSE è cinque volte quella del listino tecnologico concorrente. Il NYSE contratta 1,46 miliardi di azioni al giorno.
La capitalizzazione totale del New York Stock Exchange è di 21 000 miliardi di dollari, di cui oltre 7 000 miliardi di aziende non americane. Nel 2005 era gestita da NYSE Group, una fusione con Archipelago Exchange. Qualche anno più tardi, nel 2007 NYSE Group completò la fusione con Euronext, formando NYSE Euronext, acquistato poi da IntercontinentalExchange nel 2012 che sono i proprietari di entrambe le borse valori tornate separate. 
Le contrattazioni del New York Stock Exchange si trovano al numero 11 di Wall Street, sebbene la sede si trovi al 18 di Broad Street, tra gli angoli di Wall Street ed Exchange Place a New York.
L'istituzione dello Stock Exchange di New York risale al 1817, anche se già da qualche anno i broker si riunivano nel vicino Tontine Coffee House o all'ombra di un grande platano americano per svolgere i loro affari e commerci. Già nel 1792 fu stilato il Buttonwood Agreement che formalizzava le attività dei broker. Fu così che nacque ufficialmente il New York Stock Exchange.
La borsa visse un periodo di floridezza lungo tutto l'Ottocento ad eccezione della crisi del 1869 causata dall'affarista Jay Gould. Il periodo più drammatico della borsa fu senza dubbio il crollo del 1929, seguito dal calo dei prezzi delle materie prime e dei titoli, che per qualche caratteristica si ripropose nel 1987, altro grande momento di panico e di cattiva gestione a causa di forti speculazioni.

## Simbolo
Il simbolo della borsa di Wall Street è il toro, statua in bronzo posizionata davanti alla borsa valori. Questo animale simboleggia il rialzo del mercato e fu realizzato di propria iniziativa da Arturo Di Modica, scultore italiano, che durante una notte del dicembre del 1989, all'insaputa di tutti, posizionò la scultura a ridosso di Wall Street. Nel 2005 la scultura è stata messa in vendita per $5 milioni, con la clausola che la statua potrà avere un proprietario ma non dovrà essere rimossa dalla sua posizione originaria.

## Organizzazione
Presiede la Borsa di NY un Comitato direttivo composto da 25 membri, guidato da un presidente. Complessivamente sono 1375 i membri della Borsa, costituiti da persone fisiche. Gli operatori sono raggruppati in tre categorie: i brokers ("intermediari"), i dealers ("autonomi"), gli specialist ("specializzati"). Dal 1985 è stata aperta la filiale New York Futures Exchange (NYFE).

## Storia

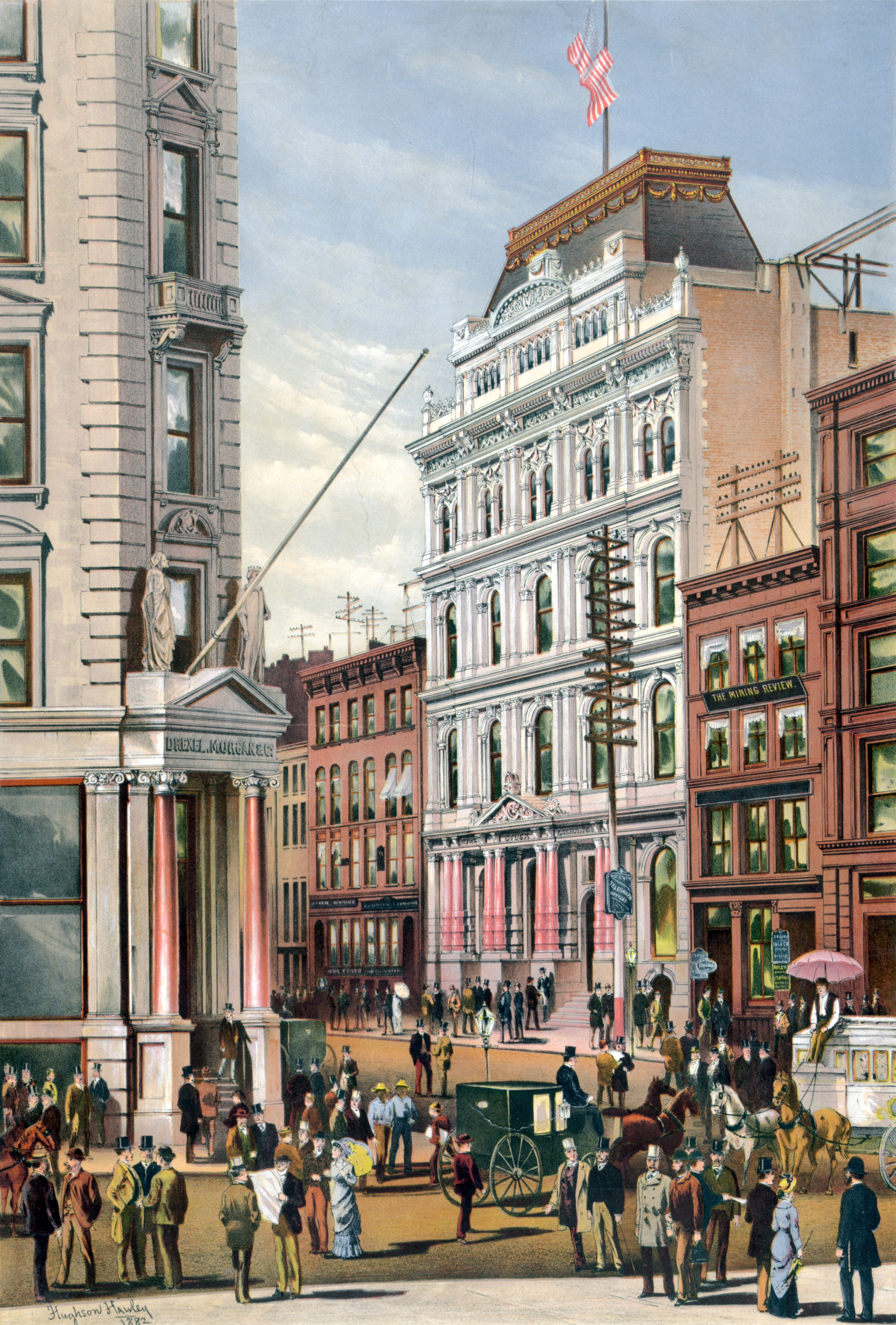
La Borsa al 10-12 di Broad Street, 1882

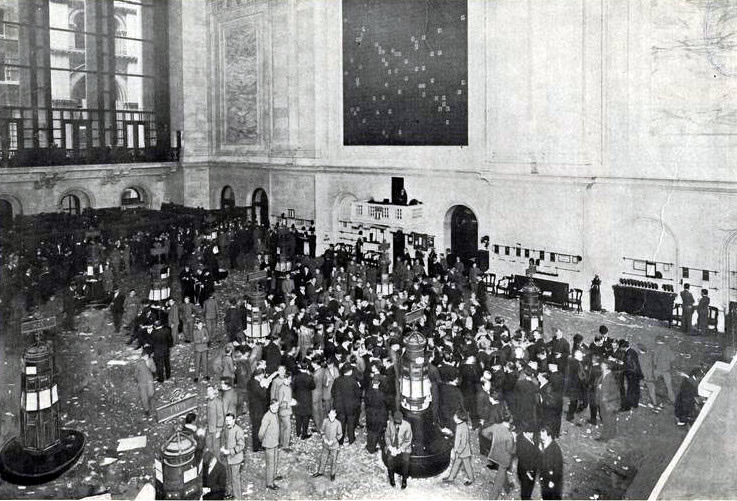
Piano della Borsa di New York nel 1908

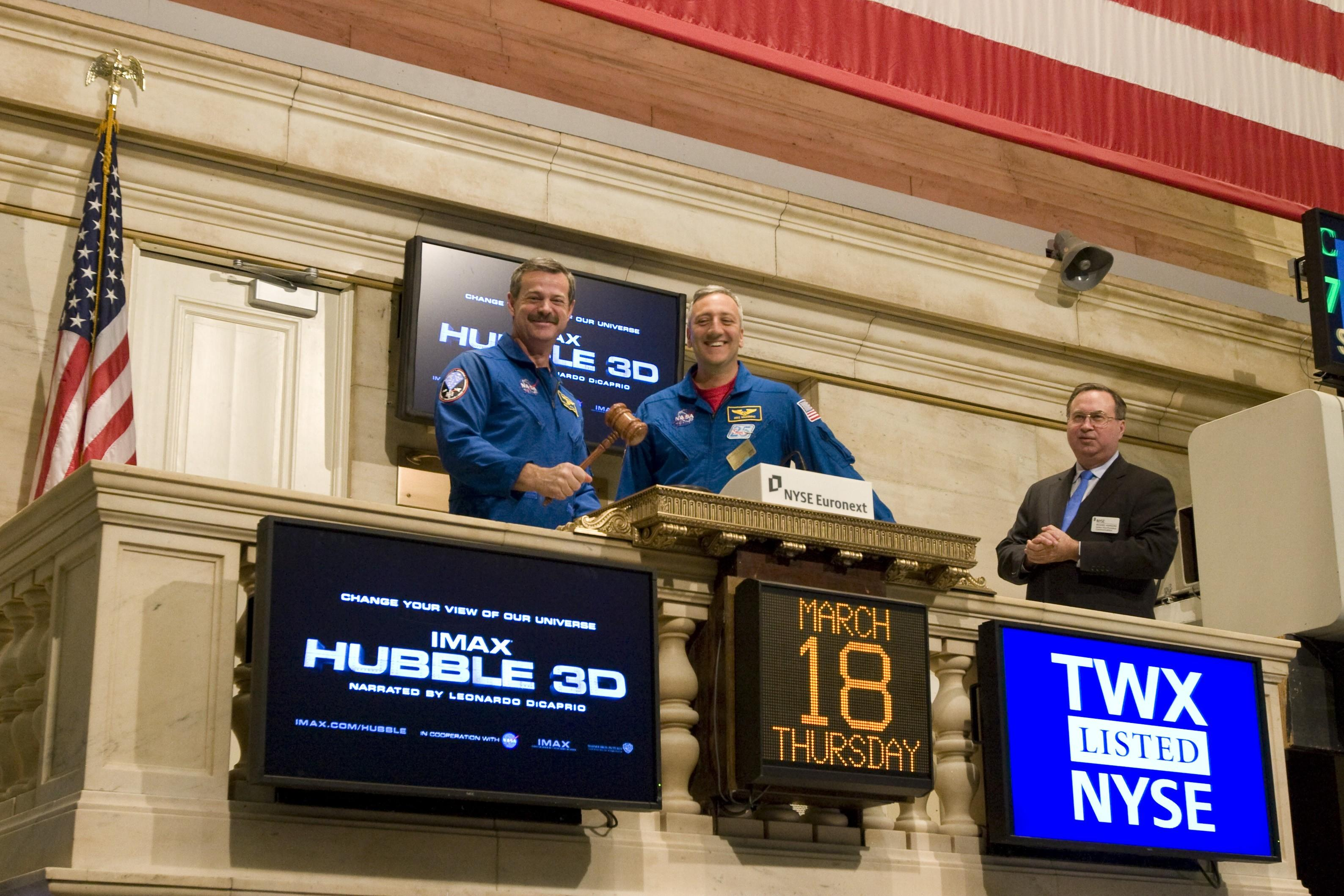
Gli astronauti della NASA Scott Altman e Mike Massimino brandiscono il martelletto per la "campanella di chiusura".

La prima organizzazione registrata di negoziazione di titoli a New York tra broker che trattano direttamente tra loro può essere fatta risalire al Buttonwood Agreement. In precedenza, lo scambio di titoli era stato mediato dai banditori, che conducevano anche aste più banali di merci come quelle che riguardavano grano e tabacco. Il 17 maggio 1792, ventiquattro broker firmarono il Buttonwood Agreement, che fissava una commissione minima addebitata ai clienti e obbligava i firmatari a dare la preferenza agli altri firmatari nelle vendite di titoli. I primi titoli scambiati erano per lo più titoli governativi come i titoli di guerra della guerra rivoluzionaria e le azioni della Prima banca degli Stati Uniti d'America, sebbene le azioni della Bank of New York fossero titoli non governativi scambiati nei primi giorni. La Bank of North America, insieme alla Prima banca degli Stati Uniti d'America e alla Bank of New York, furono le prime azioni quotate alla Borsa di New York.
Nel 1817, gli agenti di cambio di New York, operanti in base al Buttonwood Agreement, istituirono nuove riforme e si riorganizzarono. Dopo aver inviato una delegazione a Filadelfia per osservare l'organizzazione del loro consiglio di broker, sono state adottate restrizioni al trading manipolativo, nonché organi formali di governo. Dopo essersi riformato come New York Stock and Exchange Board, l'organizzazione di broker iniziò ad affittare spazi esclusivamente per il trading di titoli, che in precedenza aveva luogo presso la Tontine Coffee House. Diversi luoghi furono utilizzati tra il 1817 e il 1865, quando fu adottata l'attuale posizione.
L'invenzione del telegrafo elettrico ha consolidato i mercati di New York ed è salito al predominio su Filadelfia dopo aver resistito ad alcuni momenti di panico del mercato meglio di altre alternative. L'Open Board of Stock Brokers è stato istituito nel 1864 come concorrente del NYSE. Con 354 membri, l'Open Board of Stock Brokers rivaleggiava con il NYSE in termini di membri (che ne contava 533) "perché utilizzava un sistema di trading continuo più moderno, superiore alle sessioni di chiamata per due volte al giorno del NYSE". L'Open Board of Stock Brokers si fuse con il NYSE nel 1869. Robert Wright di Bloomberg scrive che la fusione ha aumentato i membri del NYSE così come il volume degli scambi, poiché "diverse dozzine di borse regionali erano anche in concorrenza con il NYSE per i clienti. Acquirenti, venditori e rivenditori volevano tutti completare le transazioni nel modo più rapido ed economico tecnologicamente possibile e ciò significava trovare i mercati con il maggior numero di scambi o la maggiore liquidità nel linguaggio odierno. Ridurre al minimo la concorrenza era essenziale per mantenere un gran numero di ordini e la fusione ha aiutato il NYSE a mantenere la sua reputazione di fornire una liquidità superiore". La guerra civile ha fortemente stimolato il trading speculativo di titoli a New York. Nel 1869, l'adesione doveva essere limitata e da allora è stata aumentata sporadicamente. La seconda metà del diciannovesimo secolo ha visto una rapida crescita nel trading di titoli.
Il trading di titoli nell'ultimo periodo del diciannovesimo secolo e all'inizio del ventesimo secolo era soggetto a panico e crolli. Alla fine la regolamentazione governativa del trading di titoli fu considerata necessaria, con i cambiamenti probabilmente più drammatici che si verificarono negli anni '30 dopo che un grave crollo del mercato azionario fece precipitare la Grande depressione. Il NYSE ha anche imposto regole aggiuntive in risposta ai controlli sulla protezione degli azionisti, ad esempio nel 2012 il NYSE ha imposto regole che limitano gli intermediari dal voto su azioni non istruite.
Lo Stock Exchange Luncheon Club è stato situato al settimo piano dal 1898 fino alla sua chiusura nel 2006.
Il 21 aprile 2005, il NYSE ha annunciato i suoi piani per fondersi con Archipelago in un accordo inteso a riorganizzare il NYSE come società quotata in borsa. Il consiglio di amministrazione del NYSE ha votato per fondersi con la rivale Archipelago il 6 dicembre 2005 ed è diventata una società pubblica a scopo di lucro. Ha iniziato a fare trading con il nome di NYSE Group l'8 marzo 2006. Il 4 aprile 2007, il NYSE Group ha completato la sua fusione con Euronext, il mercato azionario europeo combinato, formando così NYSE Euronext, la prima borsa valori transatlantica.
Wall Street è il principale centro monetario statunitense per le attività finanziarie internazionali e la principale sede statunitense per la conduzione di servizi finanziari all'ingrosso. "Comprende una matrice di settori finanziari all'ingrosso, mercati finanziari, istituzioni finanziarie e imprese del settore finanziario" (Robert, 2002). I settori principali sono l'industria dei titoli, le banche commerciali, la gestione patrimoniale e le assicurazioni.
Prima dell'acquisizione di NYSE Euronext da parte dell'ICE nel 2013, Marsh Carter era il presidente del NYSE e il CEO era Duncan Niederauer. Il presidente è Jeffrey Sprecher. Nel 2016, Intercontinental Exchange Inc., proprietario del NYSE, ha guadagnato 419 milioni di dollari in entrate.

### XX secolo

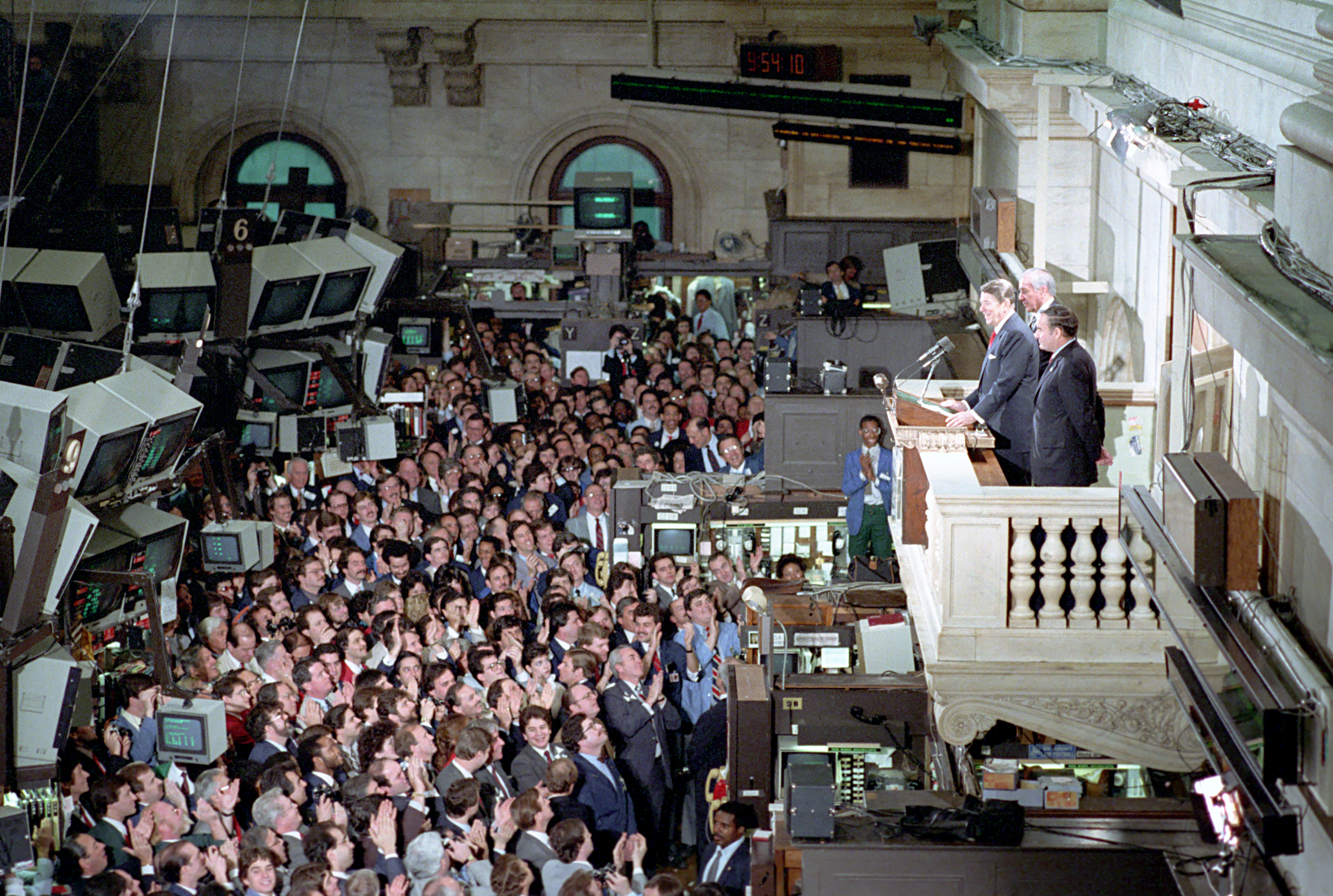
Il presidente Ronald Reagan si rivolge al NYSE, 1985

La borsa fu chiusa poco dopo l'inizio della prima guerra mondiale (31 luglio 1914), ma fu parzialmente riaperta il 28 novembre di quell'anno per aiutare lo sforzo bellico scambiando obbligazioni e riaperta per azioni negoziazione a metà dicembre.
Il 16 settembre 1920, l'attentato di Wall Street avvenne all'esterno dell'edificio, uccidendo quaranta persone e ferendone altre centinaia.
Il crollo della borsa del giovedì nero il 24 ottobre 1929 e il panico da svendita iniziato il martedì nero, il 29 ottobre, sono spesso accusati di aver fatto precipitare la Grande depressione. Nel tentativo di ripristinare la fiducia degli investitori, il 31 ottobre 1938 la Borsa svelò un programma in quindici punti volto a migliorare la protezione del pubblico degli investitori.
Il 1º ottobre 1934, la borsa fu registrata come borsa valori nazionale presso la Securities and Exchange Commission degli Stati Uniti, con un presidente e un consiglio di trentatré membri. Il 18 febbraio 1971 fu costituita la società senza scopo di lucro e il numero dei membri del consiglio fu ridotto a venticinque.
Una delle famose trovate pubblicitarie di Abbie Hoffman ebbe luogo nel 1967, quando condusse i membri del movimento Yippie alla galleria dell'Exchange. I provocatori hanno lanciato manciate di dollari verso il piano sottostante. Alcuni commercianti hanno fischiato, altri hanno riso e salutato. Tre mesi dopo la Borsa chiuse la galleria con vetri antiproiettile. Hoffman scrisse un decennio dopo: "Non abbiamo chiamato la stampa; a quel tempo non avevamo davvero idea di qualcosa chiamato evento mediatico".
Il 19 ottobre 1987, il Dow Jones Industrial Average (DJIA) è sceso di 508 punti, una perdita del 22,6% in un solo giorno, il secondo più grande calo di un giorno registrato dallo scambio. Il lunedì nero è stato seguito dal martedì nero, un giorno in cui i sistemi dell'Exchange non hanno funzionato bene e alcune persone hanno avuto difficoltà a completare i loro scambi.
Successivamente, il 13 ottobre 1989 ci fu un altro calo importante per il Dow: il Mini-Crash del 1989. L'incidente è stato apparentemente causato da una reazione a una notizia di un accordo di acquisizione con leva finanziaria da 6,75 miliardi di dollari per UAL Corporation, la società madre di United Airlines, che è fallita. Quando l'affare UAL è fallito, ha contribuito a innescare il crollo del mercato delle obbligazioni spazzatura, facendo crollare il Dow di 190,58 punti, o del 6,91%.
Allo stesso modo, c'è stato un panico nel mondo finanziario durante l'anno 1997; la crisi finanziaria asiatica. Come la caduta di molti mercati esteri, il 27 ottobre 1997 il Dow subì un calo del valore del 7,18% (554,26 punti), in quello che in seguito divenne noto come il Mini-Crash del 1997, ma dal quale il DJIA si riprese rapidamente. Questa è stata la prima volta che la regola dell'"interruttore di circuito" ha funzionato.

### XXI secolo
Il 26 gennaio 2000, un alterco durante le riprese del video musicale di "Sleep Now in the Fire" dei Rage Against the Machine, diretto da Michael Moore, ha causato la chiusura delle porte dello scambio e la scorta della band da il sito dalla sicurezza dopo che i membri hanno tentato di ottenere l'ingresso nello scambio.
All'indomani degli attacchi dell'11 settembre, il NYSE è stato chiuso per quattro sessioni di negoziazione, riprendendo lunedì 17 settembre, una delle rare volte in cui il NYSE è stato chiuso per più di una sessione e solo la terza volta dal marzo 1933. primo giorno, il NYSE ha subito un calo del 7,1% in valore (684 punti); dopo una settimana è sceso del 14% (1.370 punti). Si stima che circa 1,4 trilioni di dollari siano stati persi entro cinque giorni di negoziazione. Il NYSE era a soli 5 isolati da Ground Zero.
Il 6 maggio 2010, il Dow Jones Industrial Average ha registrato il suo più grande calo percentuale intraday dal crollo del 19 ottobre 1987, con una perdita di 998 punti successivamente chiamata Flash Crash 2010 (poiché il calo si è verificato pochi minuti prima del rimbalzo). La SEC e la CFTC hanno pubblicato un rapporto sull'evento, sebbene non sia giunto a una conclusione sulla causa. Le autorità di regolamentazione non hanno trovato prove che la caduta sia stata causata da ordini errati ("dito grasso", "fat finger").
Il 29 ottobre 2012 la borsa è stata chiusa per due giorni a causa dell'uragano Sandy. L'ultima volta che la borsa fu chiusa a causa del maltempo per due giorni interi fu il 12 e 13 marzo 1888.
Il 1 maggio 2014, la borsa è stata multata di $ 4,5 milioni dalla Securities and Exchange Commission per saldare le accuse di aver violato le regole del mercato.
Il 14 agosto 2014, le azioni di classe A di Berkshire Hathaway, ossia quelle con il prezzo più alto del NYSE, hanno raggiunto per la prima volta $ 200.000 per azione.
L'8 luglio 2015, problemi tecnici hanno colpito la borsa, interrompendo le negoziazioni alle 11:32 del mattino. Il NYSE ha rassicurato gli operatori di borsa che l'interruzione "non era il risultato di una violazione informatica" e il Dipartimento per la sicurezza interna ha confermato che "non vi era alcun segno di attività dannosa". Il trading alla fine riprese alle 15:10 dello stesso giorno.
Il 25 maggio 2018, Stacey Cunningham, chief operating officer del NYSE, è diventata il 67º presidente del Big Board, succedendo a Thomas Farley. Fu la prima donna leader nei 226 anni di storia dello scambio.
Nel marzo 2020, il NYSE ha annunciato l'intenzione di passare temporaneamente al trading interamente elettronico il 23 marzo 2020, a causa della pandemia di COVID-19. Insieme al PHLX e al BSE, il NYSE ha riaperto il 26 maggio 2020.

## Palazzo
Il principale edificio della Borsa di New York, costruito nel 1903, si trova al 18 di Broad Street, tra gli angoli di Wall Street e Exchange Place, ed è stato progettato in stile Beaux Arts da George B. Post. La struttura adiacente all'11 di Wall Street, completata nel 1922, fu progettata in uno stile simile da Trowbridge & Livingston. Gli edifici sono stati entrambi designati National Historic Landmark nel 1978. Il numero 18 di Broad Street è anche un punto di riferimento designato di New York City.

## Giorni festivi

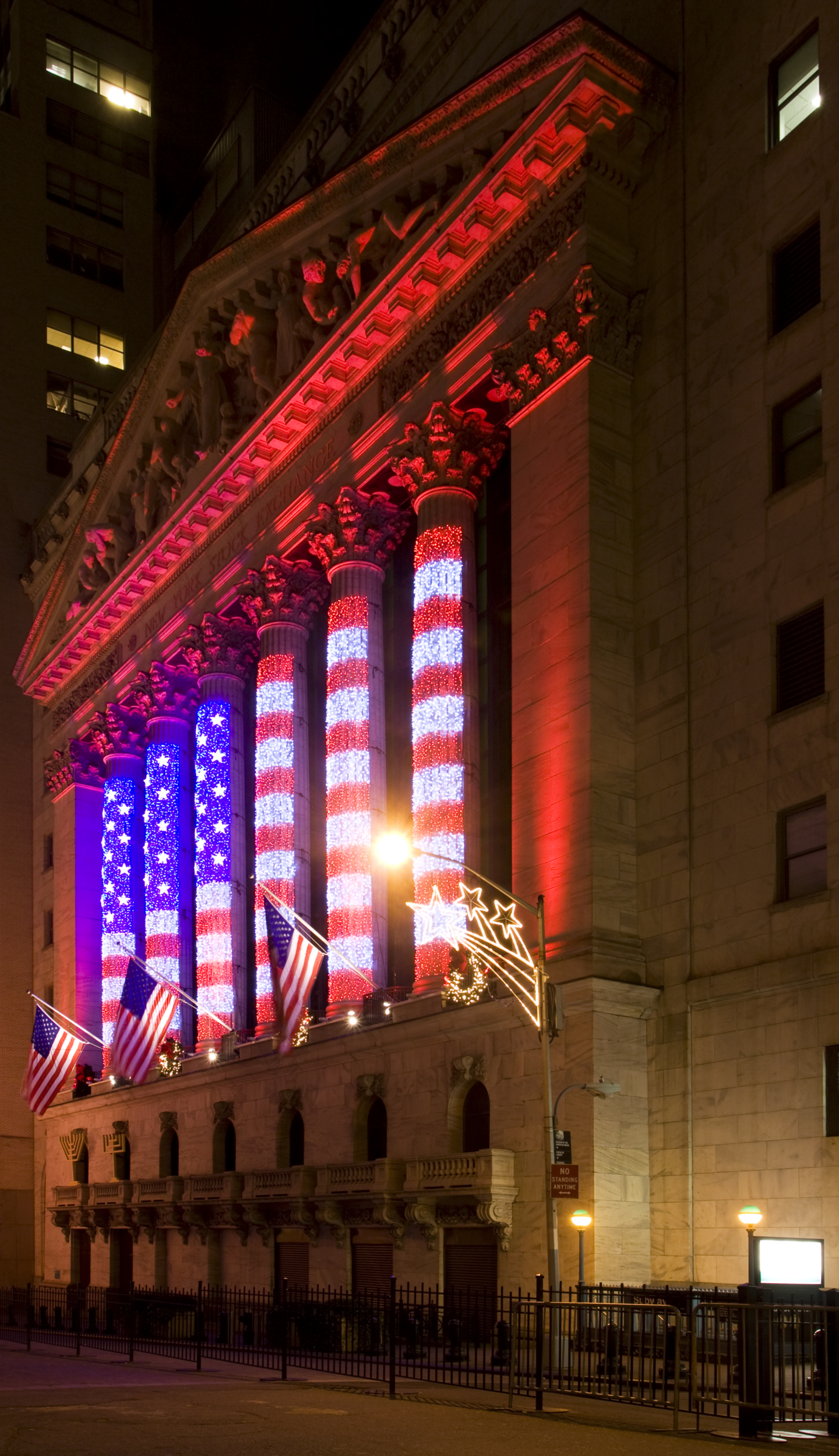
Il NYSE Building nel periodo natalizio (dicembre 2008)

La Borsa di New York è chiusa il giorno di Capodanno, il Martin Luther King Jr. Day, il compleanno di Washington, il Venerdì Santo, il Memorial Day, il Juneteenth National Independence Day, il Giorno dell'Indipendenza, il Labor Day, il Ringraziamento e il Natale. Quando tali festività cadono in un fine settimana, la festività viene osservata nel giorno della settimana più vicino. Inoltre, la Borsa chiude presto il giorno prima del Giorno dell'Indipendenza, il giorno dopo il Ringraziamento e la Vigilia di Natale. Il NYSE ha una media di circa 253 giorni di negoziazione all'anno.

## Trading
La Borsa di New York (a volte indicata come "The Big Board") fornisce un mezzo per acquirenti e venditori per scambiare azioni di società registrate per il commercio pubblico. Il NYSE è aperto per le contrattazioni dal lunedì al venerdì dalle 9:30 alle 16:00 ET, ad eccezione dei giorni festivi dichiarati in anticipo dalla Borsa.
Il NYSE negozia in un formato di asta continua, in cui i trader possono eseguire transazioni azionarie per conto degli investitori. Si riuniranno attorno al posto appropriato dove un broker specializzato, che è impiegato da un'azienda membro del NYSE (ovvero, non è un dipendente della Borsa di New York), funge da banditore in una protesta aperta in ambiente del mercato delle aste per riunire acquirenti e venditori e per gestire l'asta vera e propria. Occasionalmente (circa il 10% delle volte) facilitano le negoziazioni impegnando il proprio capitale e, naturalmente, diffondono informazioni alla folla che aiutano a riunire acquirenti e venditori. Il processo di asta si è spostato verso l'automazione nel 1995 attraverso l'uso di computer palmari wireless (HHC). Il sistema ha consentito ai trader di ricevere ed eseguire ordini elettronicamente tramite trasmissione wireless. Il 25 settembre 1995, il membro del NYSE Michael Einersen, che ha progettato e sviluppato questo sistema, ha eseguito 1000 azioni di IBM attraverso questo HHC ponendo fine a un processo di 203 anni di transazioni cartacee e inaugurando un'era di trading automatizzato.
A partire dal 24 gennaio 2007, tutte le azioni del NYSE possono essere scambiate tramite il suo mercato ibrido elettronico (ad eccezione di un piccolo gruppo di azioni molto costose). I clienti possono ora inviare ordini per l'esecuzione elettronica immediata o indirizzare gli ordini al piano per il trading nel mercato delle aste. Nei primi tre mesi del 2007, oltre l'82% di tutto il volume degli ordini è stato consegnato al piano elettronicamente. NYSE collabora con le autorità di regolamentazione statunitensi come SEC e CFTC per coordinare le misure di gestione del rischio nell'ambiente del trading elettronico attraverso l'implementazione di meccanismi come interruttori automatici e punti di rifornimento di liquidità.
Dopo il crollo del mercato del Black Monday nel 1987, il NYSE ha imposto limiti al trading per ridurre la volatilità del mercato e le massicce vendite dovute al panico. A seguito della modifica delle regole del 2011, all'inizio di ogni giorno di negoziazione, il NYSE fissa tre livelli di interruzione del circuito a livelli del 7% (Livello 1), 13% (Livello 2) e 20% (Livello 3) del prezzo di chiusura medio dell'S &P 500 per il giorno di negoziazione precedente. I ribassi di livello 1 e 2 comportano un'interruzione delle negoziazioni di 15 minuti a meno che non si verifichino dopo le 15:25, quando non si applicano interruzioni delle negoziazioni. Un calo di livello 3 comporta la sospensione del trading per il resto della giornata. (Il più grande calo di un giorno dell'S&P 500 dal 1987 è stato il calo dell'11,98% del 16 marzo 2020.)

### Posti a sedere
Fino al 2005, il diritto di negoziare direttamente le azioni in borsa era conferito ai possessori di un numero limitato di "sedi". Il termine deriva dal fatto che fino al 1870 i membri del NYSE sedevano sulle sedie per fare trading. Nel 1868 il numero dei seggi fu fissato a 533, e questo numero fu aumentato più volte nel corso degli anni. Nel 1953 il numero dei seggi fu fissato definitivamente a 1.366.
Questi posti erano una merce ricercata in quanto conferivano la possibilità di scambiare azioni direttamente al NYSE e i titolari dei posti erano comunemente indicati come membri del NYSE. I prezzi dei posti a sedere sono variati ampiamente nel corso degli anni, generalmente diminuendo durante le recessioni e aumentando durante le espansioni economiche. Nel gennaio 1927 il costo del posto raggiunse l'allora record di $ 185.000. Il posto più costoso aggiustato per l'inflazione fu venduto nel 1929 per $ 625.000, che oggi sarebbero oltre sei milioni di dollari. In tempi successivi, i posti sono stati venduti fino a $ 4 milioni alla fine degli anni '90 e fino a $ 1 milione nel 2001. Nel 2005, i prezzi sono saliti a $ 3,25 milioni quando è entrato in vigore un accordo di NYSE per fondersi con Archipelago ed è diventata un società a scopo di lucro, quotata in borsa. I proprietari dei posti hanno ricevuto $ 500.000 in contanti per posto e 77.000 azioni della società appena costituita. Il NYSE vende licenze di un anno per fare trading direttamente in borsa. Le licenze per il trading di base sono disponibili per $ 40.000 e una licenza per il trading di obbligazioni è disponibile per un minimo di $ 1.000 a partire dal 2010. Nessuno dei due è rivendibile, ma può essere trasferibile durante un cambio di proprietà di una società in possesso di una licenza commerciale.
La famiglia Barnes è l'unico lignaggio conosciuto ad avere cinque generazioni di membri del NYSE: Winthrop H. Barnes (ammesso nel 1894), Richard WP Barnes (ammesso nel 1926), Richard S. Barnes (ammesso nel 1951), Robert H. Barnes (ammesso nel 1972), Derek J. Barnes (ammesso nel 2003).

### Cronologia

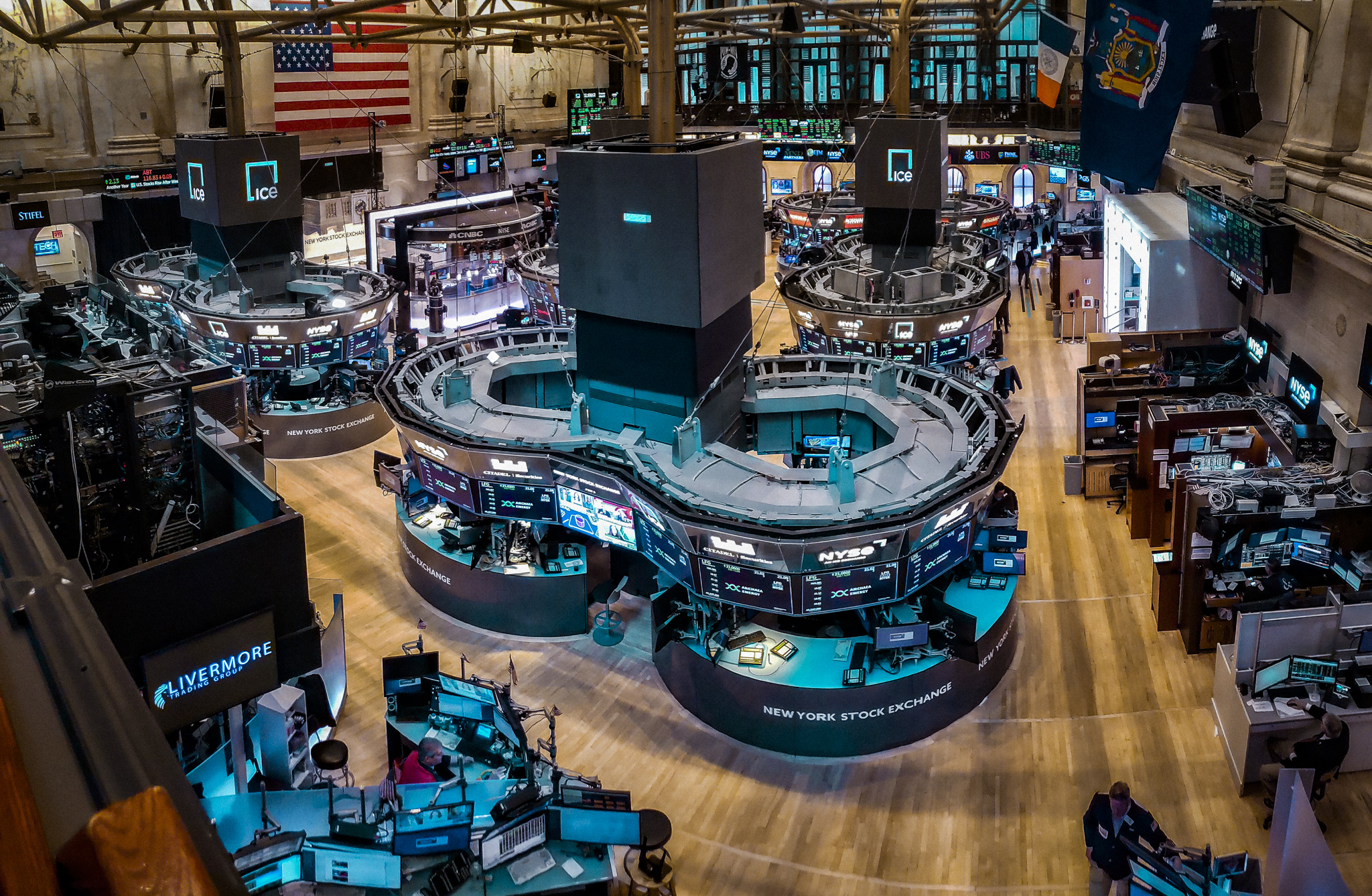
Il trading floor della Borsa di New York nel marzo 2022